# Pliosaurus funkei
Pliosaurus funkei  (лат.) — вид вымерших морских пресмыкающихся из отряда плезиозавров (Plesiosauria), известный по отложениям на Шпицбергене, датируемым титонским ярусом (юрский период, 147 млн лет назад). Описан по фрагментам передней части скелетов двух особей. Pliosaurus funkei — один из самых крупных представителей отряда: общую длину тела оценивают в 10—13 м. До получения формального описания вид фигурировал в средствах массовой информации под названием Predator X.